# 노중국
노중국(盧重國, 1949년~)은 대한민국의 역사학자이자 대학 교수이다.

## 이력
계명대학교 인문대학 사학과 교수를 재임하였으며, 2014년에 정년 퇴임하였다. 현재는 계명대학교 사학과 명예교수로 재임 중이다. 1986년, 서울대학교대학원에서 한국사학계 최초로 백제사를 전공하여 문학 박사학위를 취득하였다.

## 학력
- 계명대학교 문과대학 사학과 졸업
- 서울대학교대학원 국사학과 문학석사
- 1986년 서울대학교대학원 국사학과 문학박사

## 저서

### 단독저서
- 《백제정치사연구》, 일조각, 1988
- 《가야사연구》, 춘추관, 1995
- 《백제부흥운동사》, 일조각, 2003
- 《백제부흥운동 이야기》, 주류성, 2005
- 《백제사회사상사》, 지식산업사, 2010
- 《백제의 대외 교섭과 교류》, 지식산업사, 2012
- 《백제정치사》, 일조각, 2018

### 공저
- 《한길역사강좌 12 : 한국고대사론》, 한길사, 1986
- 《한국 고대국가의 형성》, 민음사, 1990
- 《백제의 역사와 문화》, 학연문화사, 1996
- 《한국 고대사 속의 갸야》, 혜안, 2001
- 《한성백제의 역사와 문화》, 서경문화사, 2007
- 《한국 역사의 이해》, 계명대학교출판부, 2008
- 《시민을 위한 서울역사 2000년》, 서울특별시사편찬위원회, 2009
- 《백제와 영산강》, 학연문화사, 2012
- 《백제와 주변세계》, 진인진, 2012
- 《금석문으로 백제를 읽다》, 학연문화사, 2014
- 《일본 가와치 : 한류 열풍의 진앙지》, 주류성, 2016